# Matúš Rusnák
Matúš Rusnák (ur. 19 grudnia 1999 w Levicach) – słowacki piłkarz występujący na pozycji prawego skrzydłowego lub prawego obrońcy w słowackim klubie MŠK Žilina. Wychowanek Juventusu Levice, Slovana Levice oraz AS Trenčín.